# Derrick Sullivan
Derrick Sullivan (10. august 1930 - 31. august 1983) var en walisisk fodboldspiller (forsvarer) fra Newport.
Sullivan tilbragte størstedelen af sin karriere hos Cardiff City, som han var tilknyttet i 14 sæsoner. Han havde også ophold hos blandt andet Exeter City og Hereford United.
Sullivan spillede desuden 17 kampe for det walisiske landshold. Han var en del af landets trup til VM i 1958 i Sverige, Wales' eneste VM-deltagelse nogensinde. Han spillede fire ud af holdets fem kampe i turneringen, hvor waliserne nåede frem til kvartfinalen, der dog blev tabt med 1-0 til turneringens senere vindere fra Brasilien.